# Gebundene Entscheidung
Bei einer gebundenen Entscheidung muss die Verwaltung, wenn alle Tatbestandsvoraussetzungen vorliegen, die im Gesetz vorgesehene Rechtsfolge herbeiführen. Ihr steht also kein Ermessen zu. 
Sollte die Verwaltung ihrer Verpflichtung nicht nachkommen, kann der Bürger dies durch eine Klage gem. § 113 Abs. 5 Satz 1 VwGO erzwingen, sofern es sich bei der Entscheidung um einen Verwaltungsakt handelt, was in der Regel der Fall ist.
Gebundene Entscheidungen liegen stets vor, wenn es sich um eine Muss-Vorschrift handelt. Aber selbst bei Soll-Vorschriften und Kann-Bestimmungen kann eine gebundene Entscheidung vorliegen, soweit das Ermessen auf Null reduziert ist.